# Roy Chapman Andrews
Roy Chapman Andrews (Beloit, Wisconsin, 1884. január 26. – Carmel-by-the-Sea, Kalifornia, 1960. március 11.) amerikai felfedező, kalandor és természettudós. 1935-ben az Amerikai Természetrajzi Múzeum (American Museum of Natural History) igazgatója lett. Elsősorban arról az expedíciósorozatról ismert, amelyet a 20. század korai éveiben a részekre szakadt Kínán át a Góbi-sivatagba és Mongóliába vezetett. Az expedíciók fontos felfedezéseket tettek és a múzeumba szállították az elsőként ismertté vált fosszilizálódott dinoszaurusz tojásokat.

## Életpálya

### Korai évek és iskola
Andrews 1884. január 26-án a Wisconsin állambeli Beloitban született. Már gyermekkorában is természetbúvár volt, az erdőket, mezőket és vízpartokat vizsgálta, emellett pedig megtanult lőni. Önképzőként állatkitömőnek tanult, az állatkitöméssel keresett pénzből fizette a tandíjat a Beloit College-ben, ahol a Sigma Chi tagja volt.
Andrews diákként 1905. március 31-én a rossz idő ellenére a Rock folyón csónakázott, amikor a csónak felborult; barátja, Monty White meghalt a hideg vízben, de Andrews túlélte a balesetet. Egy évvel később, miután lediplomázott, Andrews az állatkitömésen keresett pénze egy részéből elutazott New Yorkba, hogy munkát találjon az Amerikai Természetrajzi Múzeumban. Takarítóként és az állatkitömő részleg kisegítőjeként helyezkedett el, és állatokat kezdett gyűjteni a múzeum számára. A következő néhány évben munka mellett tanult, majd a Columbia Egyetemen mammalógiából (emlőstan) ledoktorált.

### Karrier

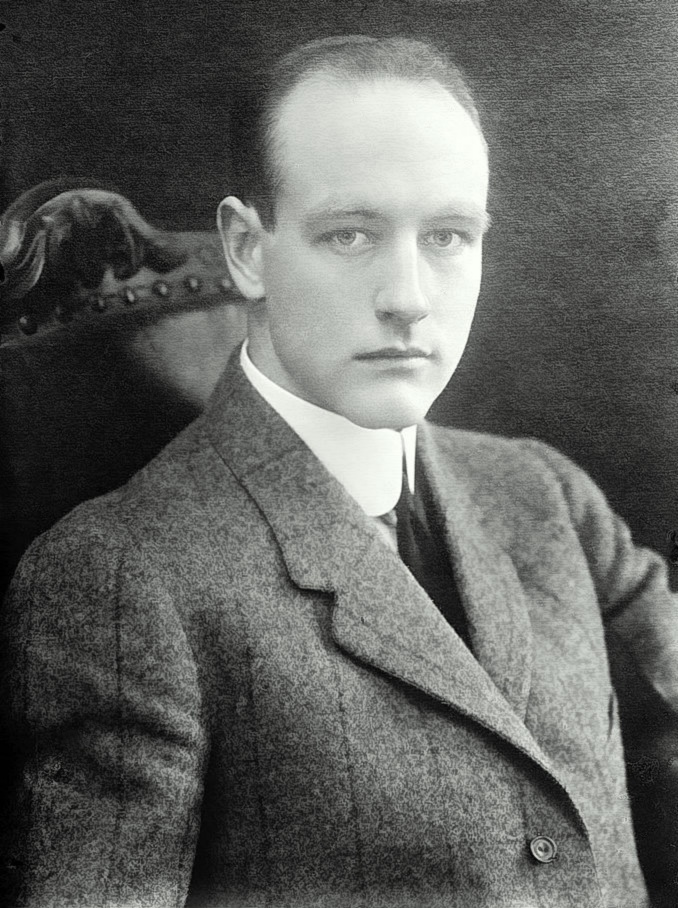
Roy Chapman Andrews 1913-ban

1909-től 1910-ig Andrews Kelet-Indiában hajózott a USS Albatross fedélzetén, kígyókat, gyíkokat gyűjtve és tengeri emlősöket vizsgálva. 1913-ban az Adventuress nevű szkúnerrel a tulajdonos, John Borden társaságában eljutott a sarkvidékre abból a célból, hogy együtt elejtsenek egy grönlandi bálnát az Amerikai Természetrajzi Múzeum számára. Bár bálnát nem találtak, Andrews ezen az expedíción készítette az egyik legjobb fókákról készült filmfelvételt.
1914-ben összeházasodott Yvette Boruppal. 1916-tól 1917-ig a házaspár vezette a múzeum Ázsiai Zoológiai Expedícióját Jünnan nyugati és déli részére, továbbá Kína egyéb tartományaiba. A Camps and Trails in China (Táborok és csapások Kínában) című könyv az utazással kapcsolatos élményeikről szól.
1920-ban Andrews megkezdte a mongóliai expedíció szervezését, és egy Pekingtől nyugatra eső helyre szállított több Dodge márkájú autót. 1922-ben a társaság felfedezte egy Indricotherium (akkori nevén Baluchitherium), egy óriási szarvatlan orrszarvúféle fosszíliáját, melyet elküldtek a múzeumba, ahová december 19-én érkezett meg. Az 1920-as években Andrews abban a reményben utazott el Mongóliába, hogy rábukkan valamire az ember eredetével kapcsolatban. Emberi maradványokat nem talált, de rábukkant egy dinoszaurusz csontokból álló kincslelőhelyre. 1922 és 1925 között, a négy Góbi-sivatagba indított expedíció során felfedezte a Protoceratopsot, egy Protoceratops tojásokat tartalmazó fészket (amiről a későbbi vizsgálatok során kiderült, hogy valójában az Oviraptorhoz tartozik), valamint a Pinacosaurus, a Saurornithoides, az Oviraptor és a Velociraptor maradványait, melyek addig mind ismeretlenek voltak.
1923. július 13-án a csapat a világon először dinoszaurusz tojásokat felfedezett fel. Kezdetben úgy gondolták, hogy a ceratopsia Protoceratopshoz tartoztak, de 1995-ben kiderült hogy valójában a theropodák közé tartozó Oviraptortól származnak. Walter W. Granger egy kréta időszaki koponyára is rábukkant. 1925-ben a múzeum egy levelet küldött a társaságnak, amiben megírták, hogy a koponya egy napjainkig fennmaradt fejlődési vonalhoz tartozó emlősé, miáltal ritka és értékes, ezért arra kérték Grangert, hogy keressen továbbiakat; a levél kézhezvétele után egy órán belül újabb koponya került elő, később pedig további, más fajokhoz tartozó koponyákat is találtak.
Kezdetben a térség banditái és polgárháborúi inkább csak kellemetlenséget jelentettek az expedíciók számára, mint igazi veszélyt, de Andrews mindig ellátta a csapatát fegyverekkel. 1926-ban a helyzet súlyosbodni látszott, amikor az expedíció Pekinget elhagyó tagjaira egy katonai különítmény golyózáport zúdított. Andrewsnak sikerült megmenekülnie, de idővel egyre nehezebbé vált újabb utakat tennie Mongóliában. Emellett az oroszok kémkedéssel is megvádolták. A területen az expedíciók szüneteltek 1926-ban és 1927-ben. 1928-ban a leleteket elkobozták a kínai hatóságok, mert úgy gondolták, hogy a múzeum csapata ellopja az ország felbecsülhetetlen értékű kincseit (ezt megelőzően Andrews elárverezett egy dinoszaurusz tojást, hogy pénzt szerezzen az expedíció számára), de a hat hétig tartó tárgyalás eredményeként visszaadták a fosszíliákat. Az 1929-es expedíció félbeszakadt. 1930-ban az utolsó útján Andrews felfedezett néhány masztodon fosszíliát. Egy cinematográfus, James B. Shackelford Andrews több expedícióját is filmre vette. (Hatvan évvel az első útja után az Amerikai Természetrajzi Múzeum kutatói a kormány meghívására visszatértek Mongóliába, hogy folytassák a felfedezést.) Ugyanebben az évben Andrews visszatért az Egyesült Államokba és elvált feleségétől, akitől két fia született.
1927-ben, az Amerikai Cserkészszövetség tiszteletbeli cserkész címet adományozott Andrewsnak. Ez az elismerést azok az „amerikai polgárok” kapják, „akik szabadtéri tevékenységet végeznek, felfedezéseket tesznek és érdemleges kalandokat élnek át, melyek megragadják a fiúk képzeletét…”.
Andrews 1908-ban csatlakozott New York-i The Explorers Clubhoz, négy évvel annak megalapítása után. Később, 1931 és 1934 között a klub elnöke volt. 1935-ben az Amerikai Természetrajzi Múzeum igazgatója lett. 1935-ös The Business of Exploring (A felfedezés ügye) című könyvében ezt írta: „Felfedezőnek születtem… Sosem kellett döntést hozni. Nem tettem mást és boldog lettem.” 1942-ben visszavonult a kaliforniai Carmel-by-the-Sea-be, ahol hátralevő éveiben az életéről írt. Andrews 1960-ban elhunyt. Sírhelye szülővárosában Beloitban, az Oakwood temetőben található.

## Az „Indiana Jones” kapcsolat
Az Amerikai Természetrajzi Múzeumnál dolgozó Douglas Preston az alábbit írta:
Állítólag Andrews az a valós személy, akiről Indiana Jones karakterét mintázták. Andrews kiváló minta. Imázst alkotott és kifogástalanul élt — nem volt rés a páncélján. Roy Chapman Andrews: híres felfedező, dinoszaurusz vadász, az angolszász virtus példája, mesterlövész, a mongol banditák ellenfele, a rendkívül távoli helyre utaló 'Külső Mongólia' metafora megalkotója.
Bár több forrás szerint is Andrews adott inspirációt Indiana Jones megalkotásához, sem George Lucas, sem a filmek egyéb alkotói nem igazolták ezt az állítást. A történet 120 oldalas átirata csak a filmre koncentrál, Andrewst nem említi meg. A Smithsonian Channel elemzése arra a következtetésre jutott, hogy a kapcsolat közvetett, Andrews (és más felfedezők) modellként szolgáltak az 1940-es és 1960-as évek kalandfilmjeinek hőseihez, akik inspirálták Lucast és írótársait.

## Bibliográfia
A Worldcat listája alapján:
- Monographs of the Pacific Cetacea (1914–16)
- Whale Hunting With Gun and Camera (1916)
- Camps and Trails in China (1918)
- Across Mongolian Plains (1921)
- On The Trail of Ancient Man (1926)
- Ends of the Earth (1929)
- The New Conquest of Central Asia (1932)
- This Business of Exploring (1935)
- Exploring with Andrews (1938)
- This Amazing Planet (1939)
- Under a Lucky Star (1943)
- Meet your Ancestors, A Biography of Primitive Man (1945)
- An Explorer Comes Home (1947)
- My Favorite Stories of the Great Outdoors Editor (1950)
- Quest in the Desert (1950)
- Heart of Asia: True Tales of the Far East (1951)
- Nature's Way: How Nature Takes Care of Her Own (1951)
- All About Dinosaurs (1953)
- All About Whales (1954)
- Beyond Adventure: The Lives of Three Explorers (1954)
- Quest of the Snow Leopard (1955)
- All About Strange Beasts of the Past (1956)
- In the Days of the Dinosaurs (1959)

## Magyarul megjelent művei
- A sarkoktól az Egyenlítőig; ford. Havas József; Dante, Bp., 1932 (Kalandos utazások)

## Fordítás
- Ez a szócikk részben vagy egészben a Roy_Chapman_Andrews című angol Wikipédia-szócikk ezen változatának fordításán alapul.  Az eredeti cikk szerkesztőit annak laptörténete sorolja fel. Ez a jelzés csupán a megfogalmazás eredetét és a szerzői jogokat jelzi, nem szolgál a cikkben szereplő információk forrásmegjelöléseként.